# Aulis Akonniemi
Aulis Juhani Akonniemi (Soini, 16 de dezembro de 1958) é um lançador de peso aposentado que competiu os Jogos Olímpicos de Verão de 1984.